# Jung Gil-ok
Jung Gil-ok (n. 15 septembrie 1980, Coreea de Sud) este o scrimeră sud-coreeană, medaliată olimpică. A participat la 2 ediții ale Jocurilor Olimpice (2008, 2012) în care a câștigat o medalie de bronz.